# Teatro de vanguardia
La Vanguardia Teatral es un movimiento teatral que surge paralelamente a la antinovela o nueva novela, en Francia, alrededor de 1964, un fenómeno teatral que se caracteriza por la negación de las formas establecidas y por la búsqueda de un nuevo y original lenguaje escénico. Sus precedentes se hallan en las tendencias innovadoras en el teatro desde inicios del siglo XX, uno de cuyos primeros exponentes fue la obra Ubú rey de Alfred Jarry (1896) así como la enorme influencia de Antonin Artaud (1896–1948) con su libro El teatro y su doble.
Como en la nueva novela, no puede hablarse de escuela o de movimiento, sino más bien de analogía entre varios autores en orden a la problemática teatral, tanto en su aspecto técnico como de contenido. De aquí que toda etiqueta resulte demasiado estrecha para englobar a escritores que proceden de distintos horizontes literarios, ideológicos y geográficos (es curioso observar que los más importantes autores vanguardistas han nacido fuera de Francia, pero su producción dramática se hace en francés y sobre todo pensando en París), y que únicamente tienen en común un determinado número de premisas.
Estas premisas son esencialmente negativas y se concretan en un triple abandono: abandono de la intriga convencional, abandono de la psicología como resorte escénico y abandono de todo realismo. En lugar de personajes bien caracterizados, de una estructura lógicamente construida y de diálogos brillantes, las antipiezas del nuevo teatro nos presentan el reflejo de un mundo de pesadilla y una reflexión sobre el lenguaje hecha de absurdo e incongruencia. 
- Datos: Q6139995